# Jone Caciagli
Jone Caciagli, o Cacciagli (Pisa, 14 aprile 1916 – Milano, 6 aprile 1952), è stata una cantante italiana.

## Biografia
Entrò all'EIAR vincendo il secondo concorso per voci nuove Gara nazionale per gli artisti della canzone, indetto dall'ente radiofonico nel 1939, entrando nell'orchestra Zeme e proseguendo poi con quelle di Barzizza e Angelini. Iniziò così una brillante carriera che le assicurò grande popolarità per tutti gli anni quaranta.
Nel 1941 presentò la canzone Caro papà, scritta da Filippini e Manlio, e nel 1943 la sua incisione discografica di Notte e dì fece epoca, rivaleggiando con la versione di Tina Allori, che l'aveva interpretata con il Trio Capinere, divenendo un classico della canzone italiana.
Nel dopoguerra proseguì, malgrado il mutare dei tempi e delle mode, nel solco tracciato. La si ascolti in "È la verità" e in "La bocca no".
Scomparve drammaticamente in seguito a un gravissimo incidente domestico: fu investita dallo scoppio dello scaldabagno a gas.
Tra i suoi altri grandi successi, si ricordano: Quanto le gusta, La ultima noche, Voglio confessar e Ancora.